# Шабуракова, Софья Николаевна
Софья Николаевна Шабуракова — советский хозяйственный, государственный и политический деятель.

## Биография
Родилась в 1918 году в селе Улусчерга ныне Республики Алтай. Член ВКП(б).
С 1936 года — на хозяйственной, общественной и политической работе. В 1936—1973 гг. — учительница Ябоганской начальной школы Усть-Канского района, Паспаульской семилетней школы Чойского района, инспектор Горно-Алтайского областного педагогического кабинета, студентка Горно-Алтайского учительского института, учитель русского языка, завуч в областной национальной средней школе Горно-Алтайска, логопед в областной больнице.
Избиралась депутатом Верховного Совета СССР 2-го созыва.
Умерла в 2016 году.